# Parc d'Avroy
Pour les articles homonymes, voir Avroy.
Le parc d'Avroy est un parc de la ville de Liège situé dans le quartier du centre entre le boulevard d'Avroy et l'avenue Rogier.

## Historique
Le cours principal de la Meuse passait à l'emplacement du parc actuel. La Meuse venait de l'actuelle avenue Blonden et poursuivait son cours principal par l'actuel boulevard Piercot, un bras secondaire appelé la Sauvenière rejoignant l'actuel boulevard de la Sauvenière.
Au milieu du XIXe siècle, d'importants travaux de rectification  du tracé de la Meuse et de ses bras sont entrepris. Lors de ces travaux un vaste plan d’eau de quatre hectares pour servir de bassin de commerce est conservé, ce qui en fait en quelque sorte le premier port fluvial de Liège.
Ce bassin s'avère très vite mal adapté aux besoins des bateliers, et l'île de Commerce (l'actuel quartier des Terrasses) qui se trouve entre lui et la Meuse reste à l'abandon. À la fin des années 1870, Hubert-Guillaume Blonden, directeur des travaux à la ville de Liège, décide d'établir à cet endroit un parc dont la conception est confiée à Édouard Keilig et un nouveau quartier résidentiel.
L'étang du parc d'Avroy est donc une survivance du bassin de Commerce.
Dès 1880, un lieu de réjouissance comprenant un café et une salle de billard est installé au centre du parc. Il s'agit d'un bâtiment de style mauresque, flanqué de deux coupoles en cuivre, qui prend le nom de « Trink-Hall ». C'est là, après 1885, qu'auront lieu des séances de cinématographe.
L'édifice actuel n'a rien de comparable avec son ancêtre, ni dans son architecture, ni dans sa destination. Depuis 1992, il             abrite le MADmusée du Creahm (CREAtivité Handicap Mental), association qui œuvre à développer les talents artistiques des personnes handicapées mentales. 
À la fin du XIXe siècle et début du XXe, une fanfare joue, tous les soirs, des airs classiques ou militaires sur le kiosque d'Avroy, pour le plus grand plaisir des mélomanes qui paient 10 centimes la chaise.

## Espèces
Cèdre du Liban, cyprès chauve, hêtre pleureur, noisetier de Byzance, arbre de Judée ainsi qu'un bel alignement de platanes.

## Œuvres
Le parc dispose de nombreux monuments et statues :
- Statue équestre de Charlemagne ;
- Monument à la mémoire de Charles Rogier ;
- Monument national à la Résistance (1955) ;
- Banc Jean d'Ardenne ;
- Un groupe de copie de statues antiques ;
- Stèle de Gernika ;
- Stèle des boat-people vietnamiens ;

### Statue équestre de Charlemagne

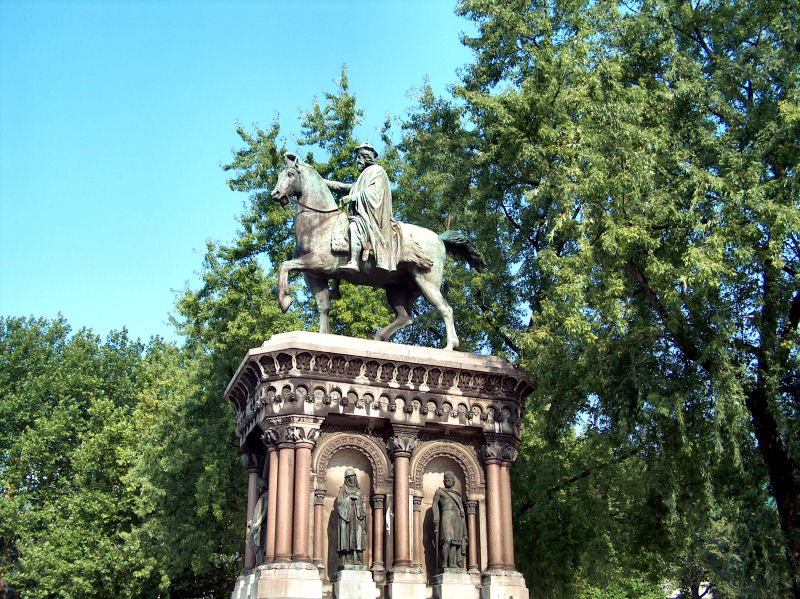
La statue de Charlemagne

En 1855, Louis Jehotte, alors professeur de sculpture à l'Académie des Beaux-Arts de Bruxelles, propose à la Ville de Liège de réaliser une statue équestre de Charlemagne. Cette sculpture en bronze, prévue initialement pour la place Saint-Lambert, surmonte un socle en pierre. Ce socle comporte six niches, accueillant chacune une statuette illustrant un ancêtre de l'empereur carolingien : Begge d'Andenne, Pépin de Herstal, Charles Martel, Bertrude, Pépin de Landen et Pépin le Bref. Il est orné également de médaillons, de colonnettes, de motifs végétaux et de l'aigle impériale. Une inscription latine rappelle que Charlemagne fut « grand dans la guerre, plus grand encore dans la paix ».
La statue est finalement érigée sur le boulevard d'Avroy et inaugurée en 1868.
En 1876, l'imposant socle est endommagé et sa partie inférieure est remplacée en 1897, après la mort du sculpteur.
Ce monument s'inscrit dans la tradition des statues équestres, remontant à l'Antiquité.
Le 14 décembre 2011, la statue est démontée et emmenée en atelier à Périgueux, en Dordogne en vue d'une restauration complète. La statue fait son retour au parc d'Avroy le 11 septembre 2012.

### Monument à la mémoire de Charles Rogier

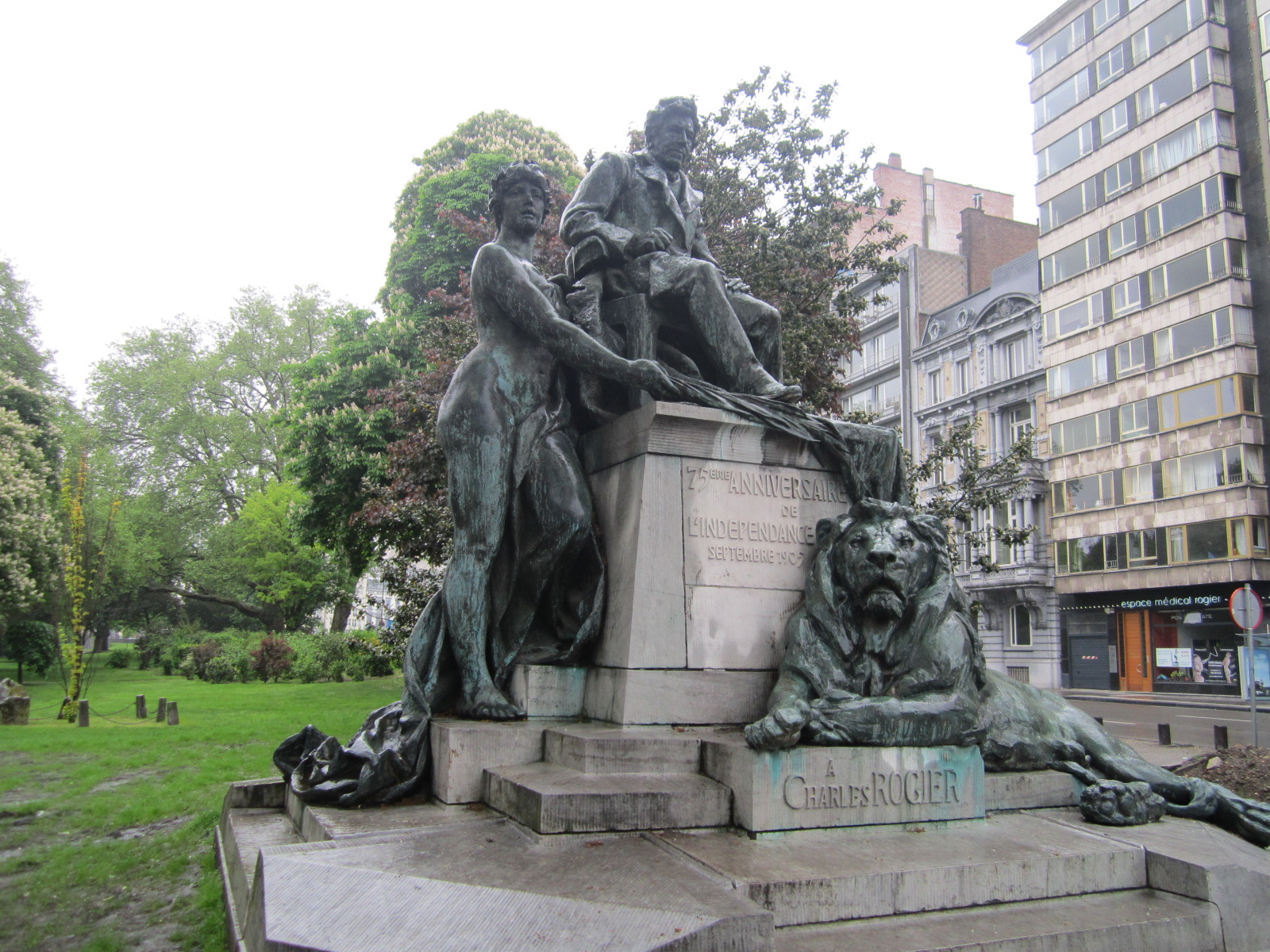
Monument à la mémoire de Charles Rogier

La statue dédiée à Charles Rogier est inaugurée le 17 novembre 1905 à l'occasion de l'Exposition universelle de 1905 et du 75e anniversaire de l'indépendance du pays. Le monument est l'œuvre du sculpteur Camille-Marc Sturbelle et de l'architecte liégeois Paul Jaspar.
Il est situé à l'angle du boulevard d'Avroy, antique promenade du vieux Liège, et de l'avenue Blonden, le boulevard de la ville neuve.
La femme plantureuse symbolise la Patrie et le Leo Belgicus est l'emblème qui désigne la Belgique.

### Monument national à la Résistance

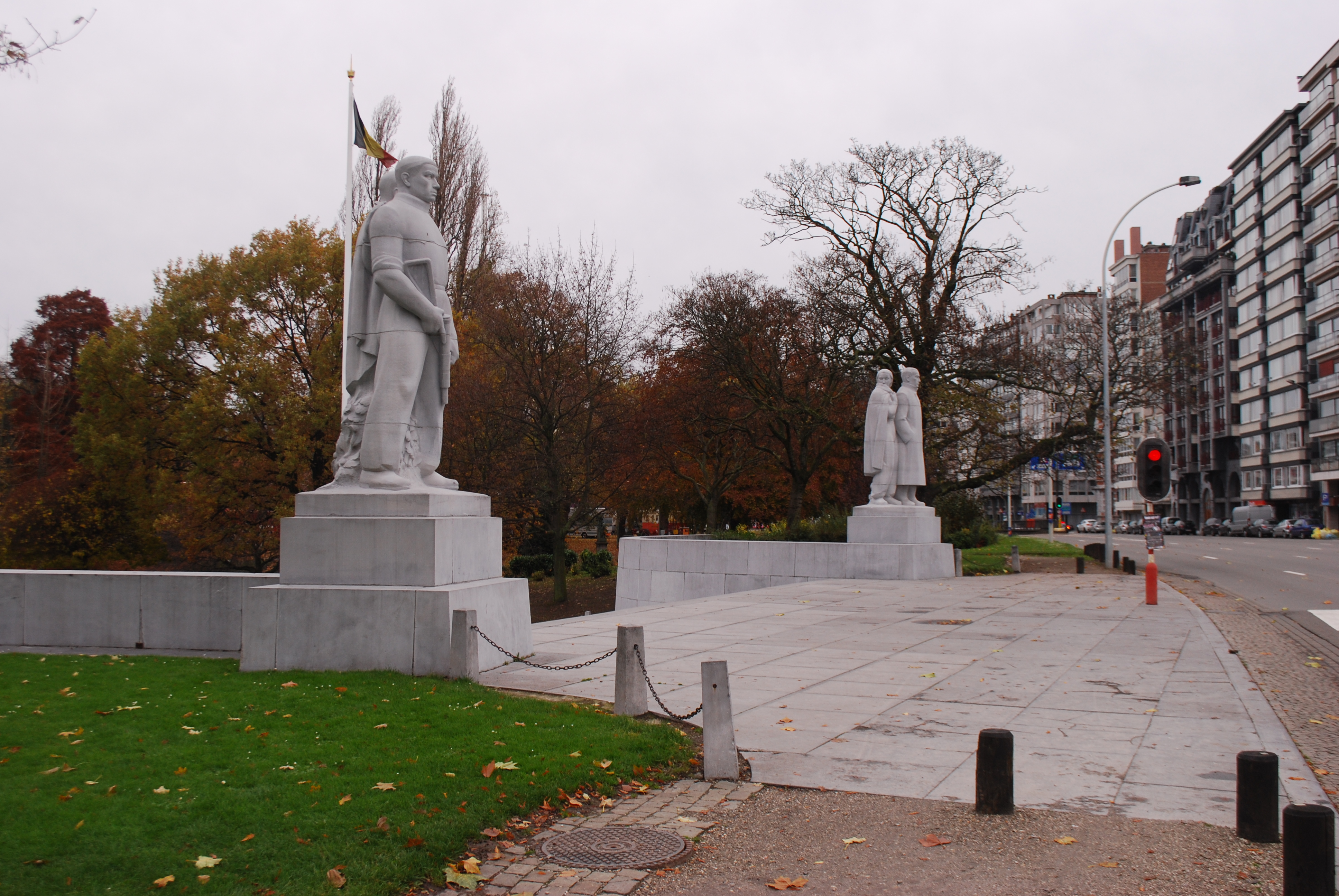
Monument national à la Résistance.

Le monument, réalisé par l'architecte Paul Étienne et du sculpteur Louis Dupont, est érigé dans la ville qui fut à la pointe du combat mené par la Résistance contre l'occupation nazie, il a été inauguré le 8 mai 1955, date anniversaire de la reddition allemande. Le groupe de gauche évoque la Résistance armée ; celui de droite, la Résistance intellectuelle. Sur les flancs du reliquaire en bronze doré sont gravées des figures représentant la presse clandestine, l'Union des services de renseignement et d’action et la Résistance armée et civile.
Le choix d'ériger cette œuvre à Liège est le reflet de l'importante activité de « l'armée de l'ombre » dans la Cité ardente. Les neuf provinces de l'époque sont représentées sous la forme de médaillons entourant l'urne reliquaire recelant les cendres de résistants inconnus du camp de Flossenbürg en Allemagne. Il ne s'agit donc pas de mettre en avant des personnalités, mais l'action commune d'une partie de la population.

### Banc Jean d'Ardenne
Le Banc Jean d'Ardenne est une œuvre de Louis Dupont et Camille-Marc Sturbelle, avec une plaque par Simone Plomdeur, dédiée à « l'ami des arbres et des sites » Léon Dommartin, connu également sous le pseudonyme Jean d'Ardenne,.

### Œuvres antiques

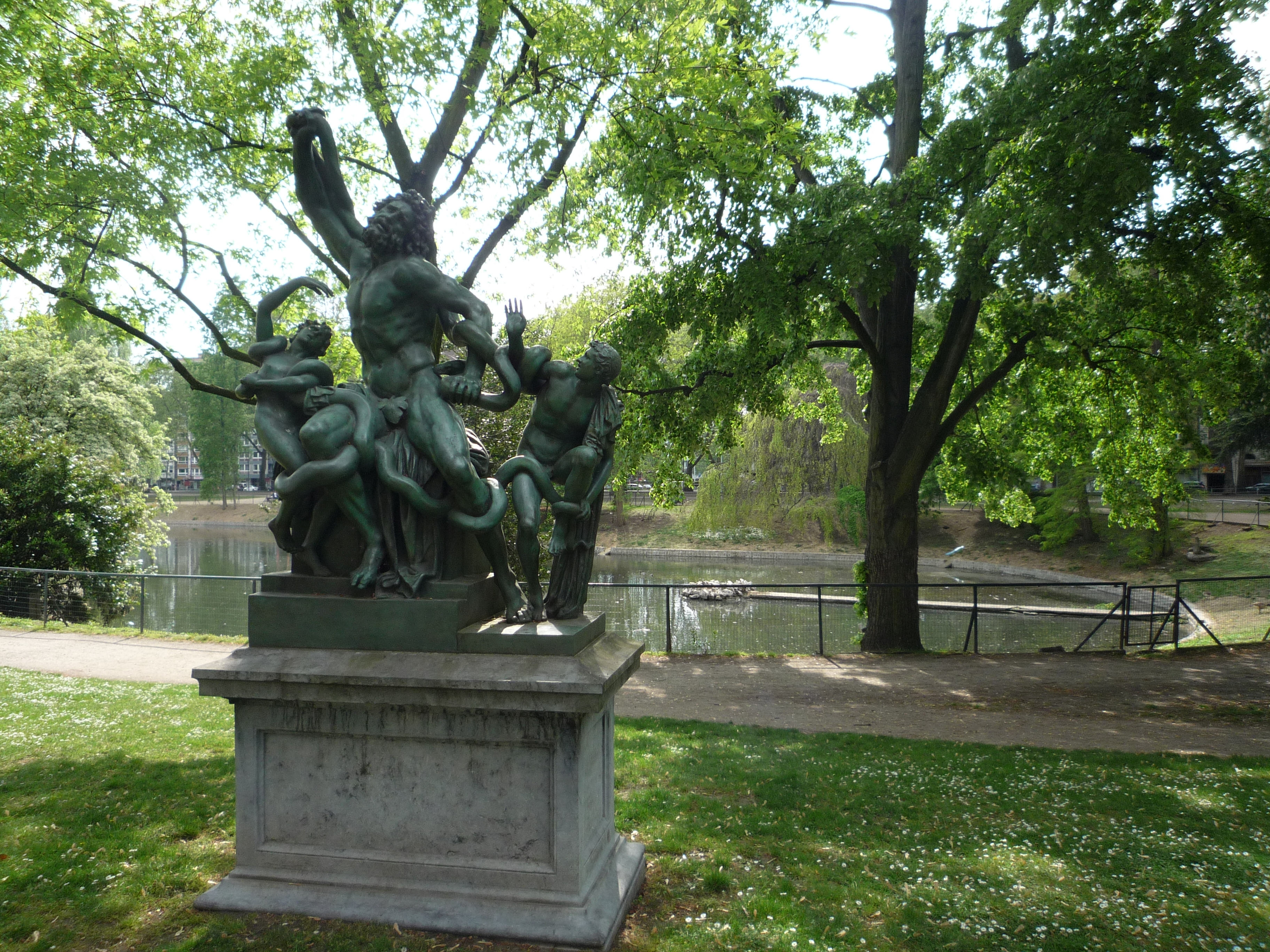
Le Laocoon.

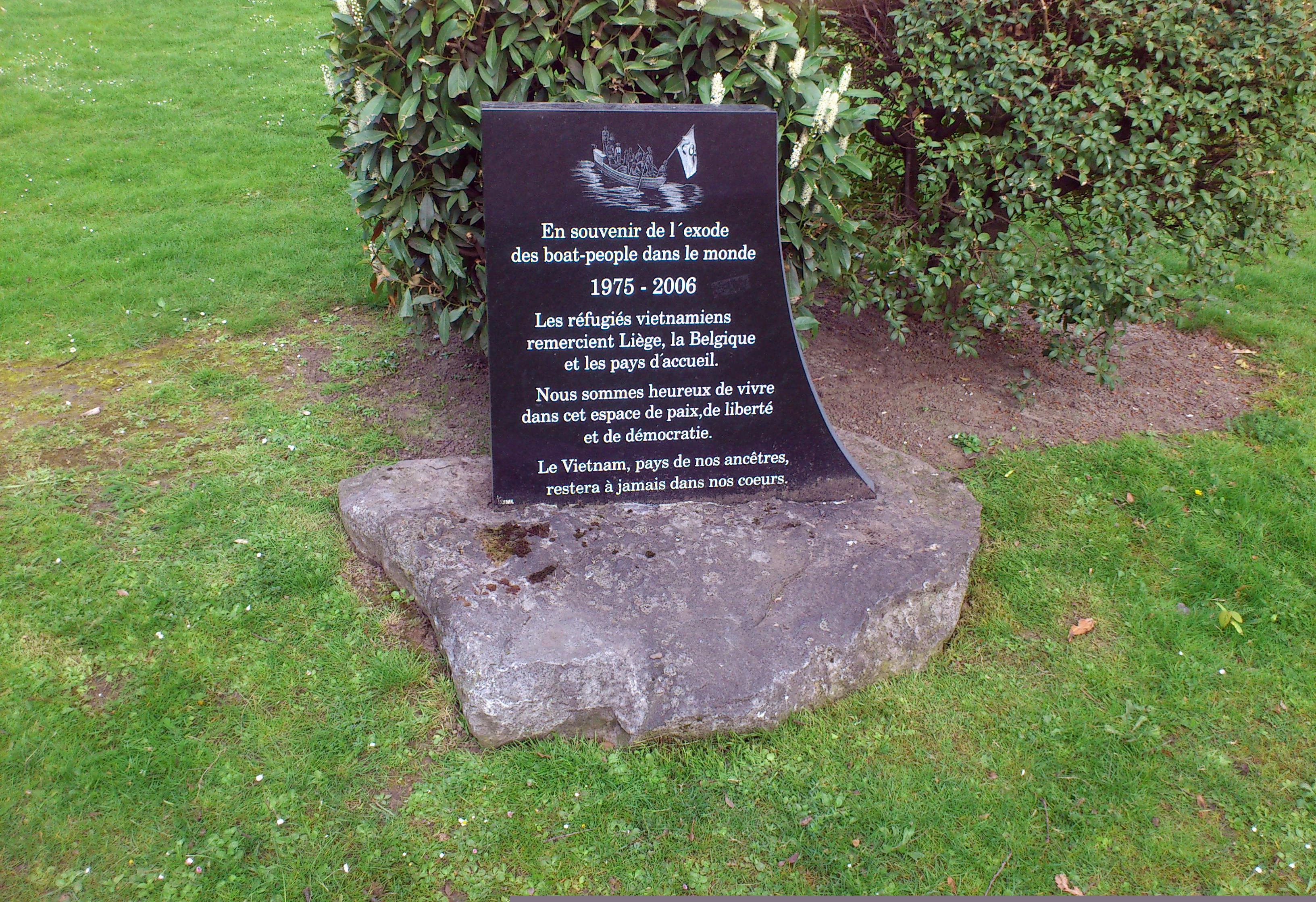
Boat-people vietnamiens.

Les abords de l'esplanade du kiosque accueillent une série de groupes sculptés en fonte moulée du Val d'Osne dont la plupart reproduisent des œuvres antiques. Ces œuvres ont été acquises par la Ville de Liège en 1880-1881 :
- Laocoon : copie du groupe du Laocoon, œuvre des Rhodiens Agésandros, Athénodore et Polydore, vers 40 av. J.-C., situé au musée Pio-Clementino du Vatican. La sculpture est en fonte moulée du Val d'Osne[8]
- Lutteurs : reproduction du célèbre groupe attribué à Céphisodote, statuaire athénien du IVe siècle ACN
- Persée (héros de l'Argolide) brandissant du bras droit la tête de la Gorgone Méduse. La statue réalisée en 1880-1881 est une œuvre en fonte de Charles Veeck issue des fonderies du Val d'Osne. Il s'agit d'une reproduction de Persée tenant la tête de Méduse de Benvenuto Cellini se trouvant à Florence[9].
- Gladiateur Borghese : représente un boxeur; combattant avec un brassard au bras gauche et un court rouleau de bois dans la main droite, la figure s’appuie sur un tronc d'arbre; il s'agit d'une reproduction d'une œuvre du sculpteur grec Agasias réalisée vers 100 ACN ; parfois appelé par erreur Le Fauconnier ;
- Silène (divinité phrygienne) tenant dans ses bras Bacchus enfant (réplique d'un type hellénistique trouvé à Rome, coll. Borghese)
- Polymnie, une des neuf muses apolliniennes présidant aux arts libéraux (en particulier la poésie lyrique) est représentée dans l'attitude de la méditation : le visage grave reposant sur la main droite, le coude posé sur un haut support et la main droite relevant un pan de sa robe plissée.

### Stèles

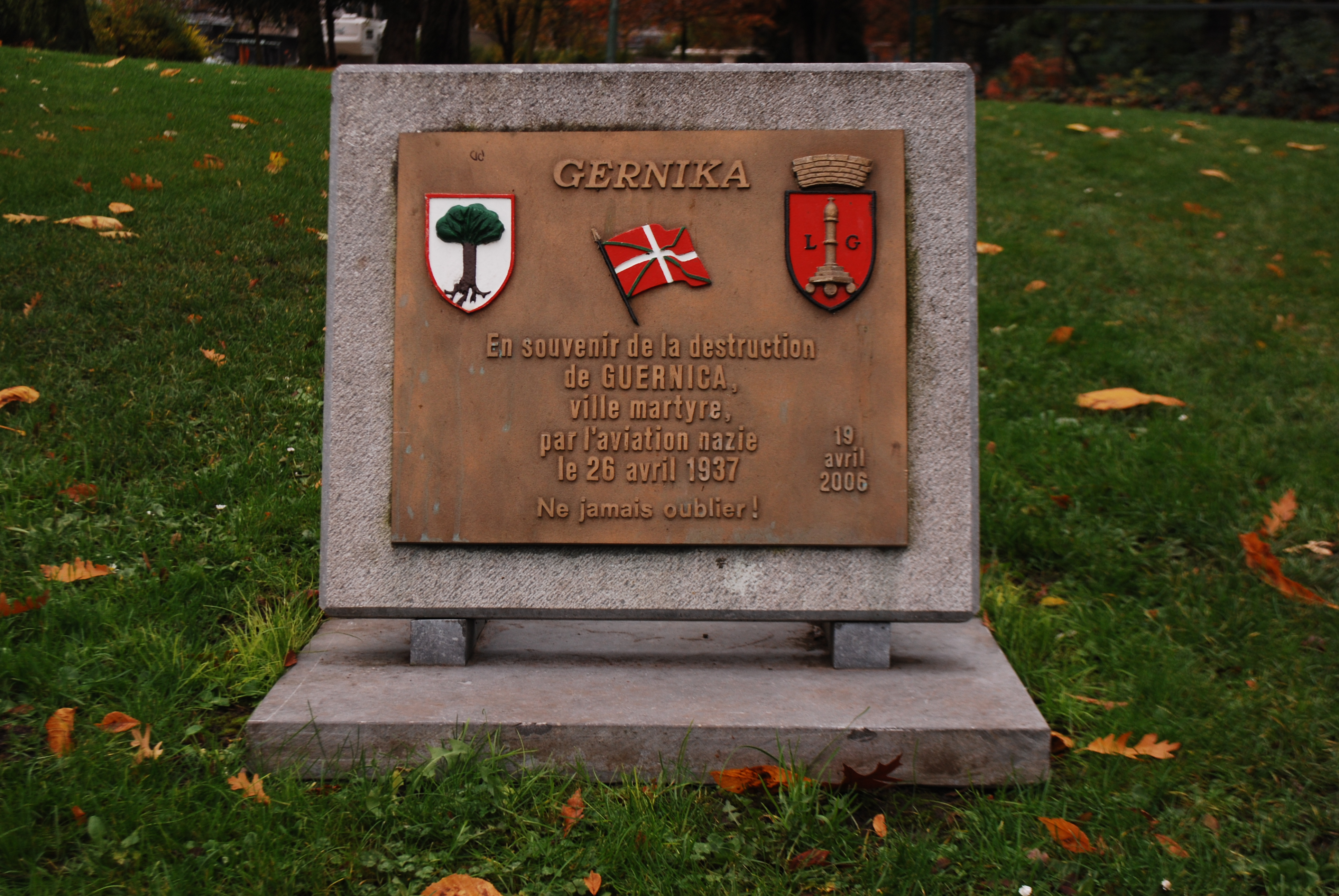
Gernika.

- Boat-people vietnamiens : stèle de remerciements des réfugiés et boat-people vietnamiens adressés à la Ville de Liège, à la Belgique et aux autres pays d'accueil, inaugurée en juin 2006 ;
- Gernika : en souvenir de la destruction de Guernica, ville martyre, par l'aviation nazie le 26 avril 1937, inaugurée en avril 2006.

## Événements
Depuis 1854, la Foire d'octobre s'installe chaque année sur le boulevard d'Avroy : c'est l'une des plus importantes fêtes foraines de Belgique.